# 禍伏鳥
禍伏鳥（泰雅語：Huni/Huni qbhniq），是台灣泰雅族傳說中由魔鳥使（Mahuni）所驅使的魔鳥，會將別人詛咒而死。

## 傳說

### 外表與能力
禍福鳥關於的外型有很多種說法，比較知名的說法認為禍伏鳥的大小就像鴿子、全身血紅、還只有一隻腳。另外還有白羽紅腳、或是大小像斑鳩的說法。牠們可以詛咒別人，讓被牠們盯上的人因離奇的原因死亡，如突然吐血而死、股間腫脹而死、患上重病而死等，也有光看到牠們就會死的說法。

### 魔鳥使
魔鳥使飼養著禍伏鳥，會驅使禍伏鳥去向自己不開心的人作祟殺害，他們眼睛是紅色的，而且除非被砍頭不然無法將他們殺死。也有說法認為魔鳥使是被泰雅族的惡魔「亞凱·惡多伏（Ya kai·ot to fu/Yaqih na utux）」所唆使或洗腦才會成為魔鳥使，而禍伏鳥本身就是惡魔在他們身邊的化身，會咒死魔鳥使所討厭和喜歡的人。
有時就算不是魔鳥使，也會有人飼養著祖先流傳下來的禍伏鳥，並且為此相當痛苦，直到把禍伏鳥殺死為止。

## 習俗
泰雅族人相當恐懼並痛恨禍伏鳥和魔鳥使，因此若被族人認為是魔鳥使的人或家族，輕則被部落的人疏遠、重則被屠殺全家，有點類似歐洲中世紀的女巫審判，對族人而言，那些人已經是在社會規範和組織（gaga）之外的人。
另外，據說有小孩在經過其他部落時因為被魔鳥使稱讚漂亮而被禍伏鳥詛咒而死，所以當某個部落傳出有魔鳥使時，其他部落的人會繞道而行。

## 其他
禍伏鳥的泰雅語發音：Huni，本身就有巫術或詛咒的意思，而魔鳥使的發音：Mahuni則是使用巫術的人，也就是黑巫師的意思。
。